# Eric Edgar Cooke
Eric Edgar Cooke (Perth, 25 febbraio 1931 – Fremantle, 26 ottobre 1964) è stato un serial killer australiano.
Dal 1958 al 1963 ha attaccato 20 persone nella città di Perth uccidendone otto.

## Primi anni
L'infanzia di Cooke non fu facile, nacque infatti con una deformazione delle labbra chiamata labioschisi e subì per questo molti atti di bullismo. Spesso veniva picchiato anche dal padre quando cercava di difendere la madre dalle violenze che il coniuge esercitava sulla donna. Da adulto è stato sposato e fu padre di sette figli.

## Omicidi
Cooke si delinea come un serial killer atipico, in quanto uccideva a caso, sia in mezzo alla strada che penetrando silenziosamente nelle case delle vittime.
Il 30 gennaio 1959, Pnina Berkman fu uccisa mentre dormiva nel suo appartamento di Perth, pugnalata ripetutamente e fatalmente prima ancora di avere la possibilità di reagire; non fu violentata, e nulla era stato rubato.
La sua opera più nefasta avvenne durante il lungo fine settimana che si creò durante la festività dell'Australia Day del 1963, quando uccise con un'arma da fuoco ben cinque persone a caso in una sola notte.
Due settimane più tardi rubò una macchina e investì ed uccise la diciassettenne Rosemary Anderson. Per questo omicidio fu, però, incolpato e condannato il fidanzato diciannovenne John Button.
Jillian Brewster, ventiduenne, fu rinvenuta nel letto della sua casa uccisa a colpi di coltello e ascia; ma anche per questo omicidio si incolpò un innocente, tale Daryl Raymond Beamish, sordomuto.
Fu catturato quando venne rinvenuta la pistola utilizzata per uccidere Shirley McLeod; l'arma non fu spostata e la polizia attese che Eric Edgar andasse a recuperarla per trarlo in arresto. Alla sua cattura confessò 8 omicidi e 14 tentati omicidi.

## Condanna
Cooke fu condannato per omicidio alla pena capitale, il 28 novembre 1963, dalla Corte suprema di Perth. Egli fu l'ultima persona ad essere impiccata nella prigione di Fremantle, il 26 ottobre 1964. Dopo il suo arresto Cooke affermò di aver commesso più di duecento furti, cinque investimenti d'auto a danno di giovani donne, più di cinque attacchi a donne dormienti nei loro letti e due omicidi per i quali Darryl Beamish e John Button erano già stati condannati e imprigionati. Tuttavia la confessione di questi due ultimi crimini non convinse del tutto il giudice Sir Albert Wolff, che lo definì un "delinquente senza scrupoli e bugiardo".

## Darryl Beamish e John Button
Darryl Beamish è rimasto in carcere per ben 15 anni nonostante la confessione di Cooke. Solo nel 2005 la condanna è stata annullata perché sono sorti degli indizi che dimostravano la correttezza della confessione di Edgar Eric.

John Button scontò i cinque anni della pena inflittagli ingiustamente e fu riabilitato solo nel 2002.

## Libri
Robert Drewe scrisse The Shark Net, divenuto poi un film, che rende le impressioni che gli omicidi generarono nella Perth di tale epoca. Secondo il libro, molte persone acquistarono cani per protezione personale e porte e finestre furono da allora sempre ben chiuse e sprangate.
Tim Winton scrisse "The Nedlands Monster".
Estelle Blackburn, giornalista, impiegò sei anni per scrivere il libro biografico Broken Lives su Cooke e la sua vita criminale.